# Les basses del Terrisser
La zona humida de les basses del Terrisser es tracta d'un espai sorgit a partir de l'extracció d'argila per part de les famílies de terrissers que han anat treballant amb el material d'aquesta zona. Es tracta doncs d'una zona humida singular, ja que no està vinculada a cap curs fluvial ni delta. Actualment podem trobar l'espai dividit en dues parts, en el terme més proper a la presó és on s'observa la massa d'aigua més gran de les basses, en segon terme tenim l'espai més proper a la carretera i els arcs del castell on es troben diverses masses d'aigua d'una grandària més reduïda.

## Localització
Les Basses del Terrisser estan situades al nord del terme municipal de Figueres, entre l'autopista AP-7 i la presó del Puig de les Basses, es tracta d'una zona d'aproximadament 1,22 hectàrees .

## Context històric de les basses
Antigament les basses del Terrisser com el seu nom indica eren utilitzades per extreure l'argila per la terrissa, aquestes basses van ser pertanyents a les famílies Bonaventura i Ymbert. Maria Rosa Ymbert (Figueres, 12-IX-1945/21-IX-2005) va néixer a la Rambla, a sobre de l'actual comerç Esports Prada; en aquests baixos, llavors la seva família hi tenia una botiga de ceràmica, i la cosa ve de lluny: Un Ymbert remot, del segle xviii, posà el forn de coure terrissa a l'altra banda de la riera de Galligans que ara passa per sota del passeig-, segurament per raons d'espai i salubritat. En relació amb el negoci de la terra cuita, la mateixa M. Rosa, per herència, esdevingué copropietària d'una parcel·la de les Basses del Terrisser- al peu del castell de Sant Ferran,fet típic en famílies que es dedicaven a aquest ofici, puix que d'algun lloc havien de treure l'argila per modelar i per coure.

## Geologia i climatologia de la zona

### Geologia
D'acord amb les dades de L'Institut Geològic de Catalunya IGC, la zona d'estudi correspon a la Unitat de Figueres. Aquesta zona està delimitada per la Conca Neògena de l'Empordà pel sud, la Conca d'Avant País de l'Ebre pel nord i per la falla direccional de la Jonquera per l'est.
Segons el mapa geològic de la zona, aquesta està formada principalment per materials calcaris de l'era mesozoica afectada pel plegament alpí. A la zona es troben bàsicament materials del període juràssic, aquest període el trobarien entremig del triàsic i el cretaci, fa entre 200 i 145 milions d'anys aproximadament, de l'era mesozoica. El tall geològic de la zona mostra calcàries grises i doloesparites gris fosc del Dogger; calcàries i calcarenites bioclàstiques ocres i margues del Lias; i calcàries i dolomites grises.

### Climatologia
La climatologia predominant a les basses del terrisser, és la típicament mediterrània, però amb un estiu més sec. La resta de l'any, la zona és força humida, amb una mitjana de precipitacions alta. Les temperatures es corresponen amb un clima temperat fred amb gelades relativament freqüents durant l'hivern.

## Diversitat biològica
S'hi pot observar una gran diversitat d'espècies, sobretot d'aus migratòries que trien aquest espai com a lloc d'abeurament. Amb relació a les espècies vegetals el principal interès de la vegetació rau en la singularitat de les formacions vegetals que s'hi troben respecte al seu entorn geogràfic més immediat.
Els ambients forestals dels tossals marginals de Figueres en contraposició amb el paisatge preeminentment agrícola de la plana de l'Empordà representen un element diversificador ecològic i paisatgístic.

## Interès natural i cultural
Les basses del Terrisser es troben incloses dins l'Inventari de zones humides de Catalunya amb el codi 0200246«Inventari de zones humides de Catalunya», 06-03-2015. Arxivat de l'original el 2015-04-02. [Consulta: 6 març 2015]., són un conjunt de basses aparegudes com a resultat de la naturalització d'una antiga argilera abandonada, d'on s'extreia argila per a proveir petites indústries ceràmiques de la ciutat de Figueres (d'aquí prové el seu nom).
Es tracta d'una zona humida de poca extensió (1,22 Ha) formada per una bassa de dimensions relativament grans i nivell força constant, i per diverses basses molt menors i temporànies. La zona humida es troba en un aflorament d'argiles i de margues del Lias, amb fòssils (crinoïdeus, belemnits).
El seu interès es deu sobretot al seus valors paisatgístic, geològics i didàctics, ja que és una zona força propera a Figueres on es podrien realitzar activitats d'educació ambiental. Molt probablement les basses tenen ja valors naturals destacables, sobretot amb relació a la fauna d'invertebrats i d'amfibis. Falta realitzar-hi encara un estudi naturalístic acurat. Pel que fa a la vegetació, la bassa gran presenta un extens canyissar, així com jonqueres i herbassars higròfils. Les basses petites, de nivell molt variable, presenten retalls de bogar. No existeix de moment una bosquina de ribera ben constituïda. Els freixes de fulla petita són els arbres més destacables.
A l'espai s'han citat espècies singulars, com Orchis purpurea. Pel que fa a la fauna, les basses són interessants com a punt d'abeurament per a vertebrats i com a lloc de cria d'amfibis. Les basses es troben força degradades per l'abocament de deixalles, la pràctica del trial i la caça furtiva, derivades d'una alta freqüentació humana.
Actualment l'espai és majoritàriament de propietat pública (Institut Català del Sòl). Aquest fet, i la seva proximitat a Figueres, permetrien una recuperació d'aquestes basses com a zona humida destinada a l'educació ambiental. Aquest espai disposa d'un fort romanent de l'antic paisatge rural tradicional, com així ho demostra el conjunt de parets i construcció de pedra seca existent entre les quals podem destacar els marges, que són construccions disposades perpendicularment al pendent del terreny amb l'objectiu de propiciar el conreu i les cabanes o barraques de pedra seca les quals en podem trobar tres a l'àrea d'estudi adossades al marge d'una feixa, una es troba en un bon estat de conservació però les altres dos cabanes documentades es troben derruïdes.

### Situació actual
Les basses del terrisser és un espai força desconegut i poc visitat. No té un ús concret més enllà de visites esporàdiques de visitants que coneixen el lloc i d'espai de cacera, ja que actualment està catalogat com a Zona d'Aprofitament Comú i, per tant, s'hi permet la cacera de senglars que té com a conseqüència que a l'espai hi apareguin sovint cartutxos usats i abandonats.

## Situació urbanística
Les basses es troben dins del límit municipal de Figueres, estan classificades com a sòl no urbanitzable de règim ordinari justament al costat del centre penitenciari del Puig de les Basses el qual és regit per un Pla Especial d'Ordenació Urbana, pla aprovat inicialment per l'Ajuntament de Figueres el 5 de novembre de 2009, on es determina la construcció del centre penitenciari en el paratge de les Basses del Terrisser. Actualment les basses estan catalogades dins de l'Inventari de zones humides de Catalunya amb el codi 02000246.
Segons el Pla Director Urbanístic del Sistema Urbà de Figueres les basses del Terrisser han de formar part d'una connexió paisatgística amb el Parc del castell juntament amb la restauració dels arcs de l'aqüeducte, la construcció d'un fals túnel i la impulsió del parc agrari.
A nivell regional cal esmentar que molt a prop de les basses del Terrisser hi ha l'Espai d'Interès Natural de la Garriga inclòs dins de la Xarxa Natura 2000. Els valors naturals, paisatgístics i socials de la Garriga d'Empordà són similars als que trobem a l'entorn de les basses del Terrisser.